# Pamětní síň Vincence Lesného
Pamětní síň Vincence Lesného je památník a muzeum v Komárovicích, umístěna je v rodném domě indologa Vincence Lesného a v současném sídle obecního úřadu obce Komárovice v čp. 14. Na domě je umístěna rovněž pamětní deska s podobiznou Vincence Lesného. Vincenc Lesný byl prvním řádným profesorem indologie na Karlově univerzitě.

## Expozice
Expozice je umístěna na obecním úřadě, který je i rodným domem indologa Vincence Lesného, Vincenc Lesný se narodil v Komárovicích v roce 1882. Součástí expozice jsou ukázky z publikací, které Lesný napsal, také jsou v expozici umístěny a vystaveny zajímvosti o Indii. Vystaveny jsou rovněž panely s fotografiemi Vincence Lesného z jeho návštěv Indie. Pamětní síň byla otevřena z iniciativy rodáků a spolužáků a československé indické společnosti a je brána jako jedno z poutních míst Sdružení přátel Indie. Vincenc Lesný se do Komárovic a do Moravských Budějovic pravidelně vracel a i z toho důvodu se stal jedním z čestných občanů Moravských Budějovic.
V roce 2021 navštívil Komárovice velvyslanec Indie v Česku Hemant Kotalwar, navštívil také pamětní síň Vincence Lesného. V roce 2022 při příležitosti 75. výročí nezávislosti Indie byly odhaleny před pamětní síní busty Vincence Lesného a také indického spisovatele Rabíndranátha Thákura.